# NGC 145
NGC 145, designata anche come Arp 19, è una piccola galassia a spirale barrata situata nella costellazione della Balena. Ha una classe di luminosità IV-V e presenta una larga riga a 21 cm dell'idrogeno neutro.
È nota per avere tre bracci di spirale, e secondo il database Simbad va inclusa tra le galassie interagenti.

## Scoperta
NGC 145 è stata scoperta il 9 ottobre 1828 dall'astronomo britannico John Herschel.